# Dorothy Morkis
Dorothy Morkis, född den 29 december 1942 i Boston, är en amerikansk ryttare.
Hon tog OS-brons i lagtävlingen i dressyr i samband med de olympiska ridsporttävlingarna 1976 i Montréal.